# 沈相奵
沈 相奵（シム・サンジョン、朝鮮語: 심상정、1959年2月20日 - ）は、韓国の労働運動家、女性政治家。進歩新党共同代表（2008年3月 - 2009年3月）。統合進歩党共同代表（2011年12月 - 2012年4月）。正義党院内代表（2013年6月 - 2015年7月）。正義党代表（2015年7月18日 - 2017年7月11日）。

## プロフィール
京畿道坡州郡（現・坡州市）広灘面生まれ。本貫は青松沈氏。ソウル市恩平区に転居し1971年にソウル大棗初等学校を卒業し、1974年沖岩中学校、1977年には明知高等学校を卒業した。

### 労働運動
ソウル大学校師範大学歴史教育学科に進学して卒業した。1980年に九老公団に偽装就業して労働組合を組織する活動など、労働運動を行った。そして大宇アパレルでミシン作業に従事しながら労働組合を結成したが、1984年に労働組合結成および労働争議の首謀者として指名手配された。しかし逃亡中の1985年6月全斗煥軍事独裁政権期の最初の政治的ストライキである九老同盟ストライキに主導的役割を果たした。逮捕され、1993年に懲役1年・執行猶予2年の判決を受けた。

### 民主労働運動
九老同盟ストライキ以後は組織的な民主労働運動の先頭に立った。1987年8月、大衆政治組織としてソウル労働運動連合（ソ労連）結成に参加した。1988年全国労働運動団体協議会（全労運協）結成に参加し1990年全国労働組合協議会（全労協）で争議局長と組織局長を歴任した。1995年11月、民主労働運動の総結集体である全国民主労働組合総連盟（民主労総）が結成された後、1996年から2001年まで民主金属連盟および金属産業連盟の事務所長を歴任した。
2001年、産業別労働組合である金属労働組合が結成されると、金属労働組合事務所長などを歴任し、2003年、最初の産業別中央交渉を通して労働条件改善および賃金削減なき週5日勤務制度を合意させた。

### 政治活動

#### 民主労働党時代

2007年10月14日、大統領選挙の民主労働党予備選で。左端が沈。

2007年の反戦運動で。中央赤い服が沈。

労働運動家としての人生を送った沈相奵は、2004年4月の第17代総選挙に民主労働党（以下、民労党）の比例代表候補として出馬して当選、25年にわたる労働運動の末に進歩主義政党の国会議員となった。
2004年、国会財政・経済委員会と運営委員会に所属した。2007年には国会財政・経済委員会の他に、予算・決算特別委員会、米韓FTA特別委員会で活動した。活動期間中、沈相奵は他の民労党所属議員と、既存の巨大政党の国会議員を牽制する役割を果たしたことは、評価されている。
第17代大統領選挙で、沈相奵は権永吉、魯会燦と共に党内予備選挙を闘った。この予備選挙では、沈相奵は2位となり、魯会燦との決選投票に持ち込んだが、首位に立つことはなく民労党の大統領候補とはならなかった。
以後、2007年大統領選挙が終わると、第16代大統領選挙、2004年国会議員選挙より低調な得票率を記録したことと関連し、党指導部を退き、翌2008年1月12日から民労党非常対策委員会（非常委）委員長として活動した。

#### 民労党との決別
非常委員長に就任した沈相奵は、まず最初に、党の古い要素を果敢に革新すること、次に強力な進歩野党を建設すること、その次に民労党の裾野の拡大を3大目標として約束した。民労党の古い要素の革新とは「運動圏政党」、「民主労総政党」、「親北党」などと揶揄された国民の叱責と警告を謙虚に受け止め、新たな出発を期さなければならないと主張した。
すなわち、民労党は運動圏政党を乗り越え、大衆的進歩政党に脱皮しなければならないと主張した。沈委員長は、過去、運動圏の用語と惰性を、進歩的だと考える錯覚がある限り、民労党は国民にとって古くて受け入れ難い党だと言う他なく、国民と意思疎通をしなければ信頼もされず、検証可能な対案を提示しなければならないと主張した。国民との疎通を妨げる制度だけではなく、習慣からも訣別し、単なる批判勢力に過ぎない現状を乗り越え、大衆的進歩政党に姿を変えなければならないとした。
特に、民労党は「大企業正社員党」だとする国民の批判を受け止め、民主労総に対する過度の依存構造を改革し、非正社員の立場をも代弁し得る独自の運動戦略を立てると約束した。ましてや親北に偏った政党というイメージを断ち切るため、民労党に対する誤解と不信を生み出した一心会事件に対して、公党に相応しい責任ある処分を下し、韓国の進歩政党に相応しい平和統一に対する独自の視点と、民族主義問題に関する幅広い討論と論戦を通して、再出発すべきだと公約した。
次に、強力な進歩野党の建設のためには、李明博政府の
- 財閥を庇護する経済
- 土建開発主義
- 勝者に有利な競争教育

に対して、
- 庶民主体の経済
- 生態国家
- 平等教育・人間教育の価値

を押し立てることを提案した。
これに対して、非常委の傘下に、李明博政府対応大運動本部（仮称）を設置し、汎社会市民運動系を結集し、李明博政府に対する徹底した対応体制を取らなければならないとした。沈委員長は、賛成か反対かを論じるだけの野党ではなく、政権が掲げる政策よりも、よりよい政策を掲げて国民に評価される強力な対案野党に姿を変えるべきだと公約した。
その次に、民労党の裾野の拡大のために、同党が固執していた党派談合や、覇権構造を止揚して、民労党の扉を進歩陣営全体に向けて果敢に開放すると公約した。特に、比例代表制は、民労党の価値と可能性を国民に示す武器として、進歩政党最初の影の内閣を作ると宣言した。
沈委員長は、これを通して生活の中に進歩を実現する進歩的大衆政党に自己成長するため、今までの7年間の民労党の体制を乗り越え、変化と革新を実現し、これを通して国民の生命と生活を変化させ得る生活の中で進歩を実現する大衆的進歩政党に進むと宣言するのではなく、大衆の生命と生活を変化させる責任があり、能力ある進歩を指向すべきだと表明した。
しかし、沈非常委委員長の革新と変化のための努力は、党内の2つの覇権勢力（NL：自主派 VS PD：平等派）の対立の中で、暗礁に乗り上げた。いわゆるPD陣営の一部は、民労党の失敗の原因を、いわゆる征服主義と規定して脱党運動を主導した。反対に、党内多数派のNL派は、一進会事件に関与した者の除名処分は、国家保安法に屈服するものだとして、積極的に非常委の努力を批判した。沈非常委委員長は、民労党の腐敗から目をそむけており、高い視点を持った進歩政治の不在から解放されなければならないと力説した。2つの覇権グループの対立を治めるには、力不足だった。
以後、2008年2月3日の党大会で、非常対策委員会の革新案を否決され、沈相奵は委員長に与えられていた責任と権限を事実上否定された。民労党は、分裂の危機に陥った。

#### 進歩新党時代
民労党と決別した沈は魯会燦と共に、進歩新党の結成に主導的役割を果たし、2008年3月の創党大会にて同党の共同代表に就任した。結成直後に行われた第18代総選挙では、京畿道高陽市徳陽区甲選挙区から出馬。選挙ではフィンランド式の教育の推進と、能力ある進歩政治を公約の中心に掲げた。しかし開票の結果、得票率は37%に留まり、ハンナラ党のソンボムギュ候補に6%の差をつけられ、再選に失敗した。
国会議員に再選されなかった沈代表は、進歩新党を改組し、能力があり信用できる進歩を合言葉に、新しい政治の道を目指した。そして2009年3月の第2次党大会では常任代表職を退いて、新たに京畿地域全国委員に選出された。翌2010年1月19日、4月に行われる京畿道知事選挙への出馬を宣言、同月31日の京畿道党候補者選出大会にて進歩新党の道知事選挙候補者に選出された。2月2日に選管へ予備候補登録を行って選挙運動を開始したが、公式選挙運動期間中の5月30日に出馬辞退を宣言、野党統一候補である国民参与党の柳時敏への支持を表明した。知事選挙後、盧代表が辞職したことに伴って10月に実施された党代表選挙には出馬せず、地方区で運営しているマウル（村）学校で地元に密着した活動をしていく方針を明らかにした。

#### 統合進歩党時代

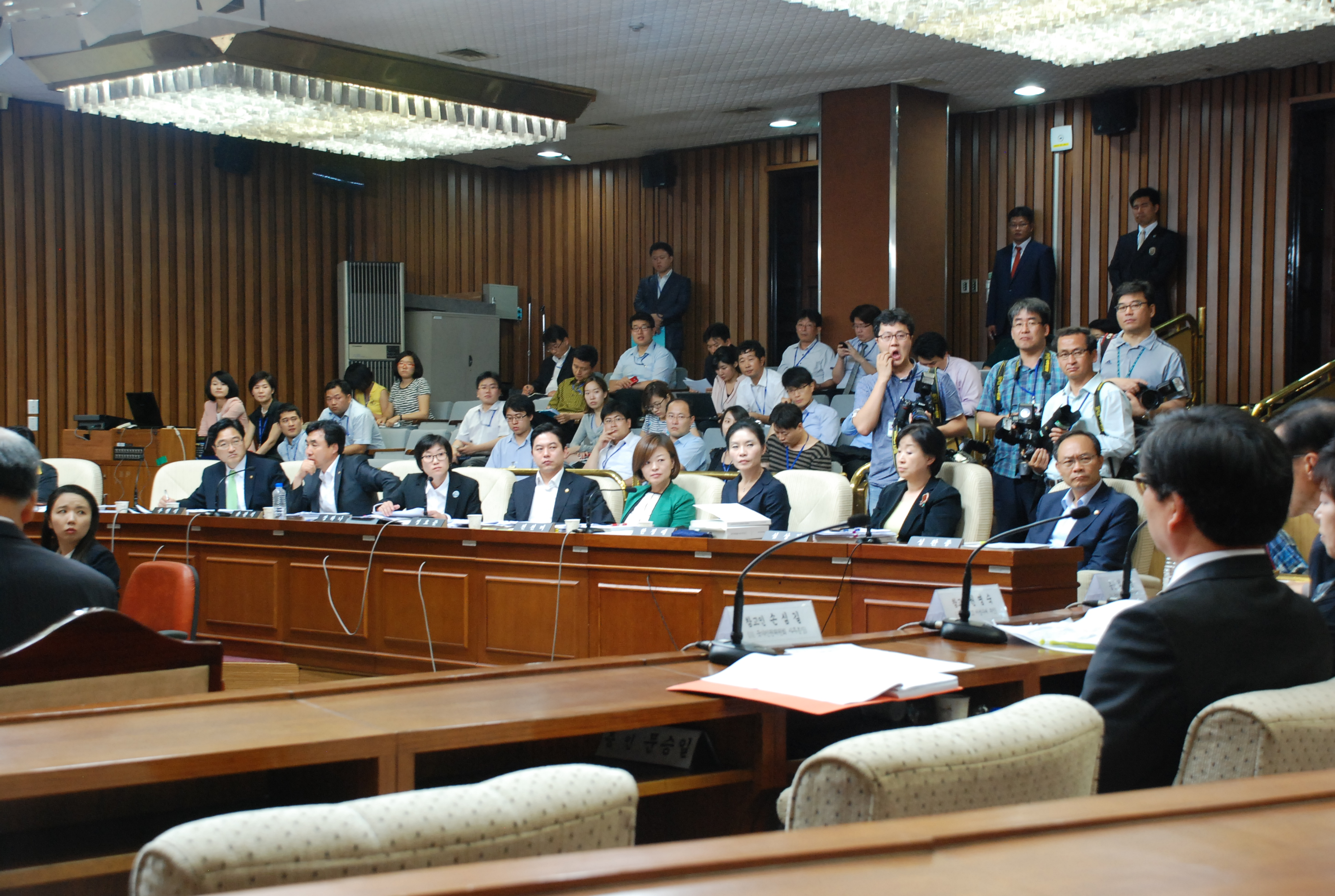
2012年7月16日、右から二人目が沈

2012年に行われる国会議員選挙と大統領選挙において、進歩主義陣営が勝利するためかつて袂を分かった民労党との再統合の議論が進められたが、2011年9月4日に行われた進歩新党の党大会において合党案が否決されたことで挫折した。これに対してあくまで統合推進する立場を崩さない沈相奵は、魯会燦とともに「大衆的な統合進歩政党を建設するため」として、9月23日に離党を表明した。背景には25日の民労党党大会を前に、進歩統合の主役として自分たちの存在と立場を示す必要があったと見られている。民労党と参与党及び統合連帯の3党派が12月5日に合同して発足した統合進歩党の共同代表に就任した。2012年4月に行われた第19代総選挙では前回出馬した京畿道高陽市徳陽区甲選挙区より野党統一候補として出馬、相手候補を全国最少票差となる170票差で下して当選を果たした。
総選挙後、統合進歩党の党権を掌握しているとされる京畿東部連合や対北朝鮮政策について「統合進歩党が大衆的な進歩政党に発展するに重要な改革の課題」とラジオ番組で述べ、党改革の必要性を明らかにした。また選挙後に発覚した比例代表候補選出不正疑惑に対しても、比例代表予備選名簿候補の全員辞職を含めた党刷新をすすめ、非常対策委員会発足に伴い共同代表を辞任した。7月10日に開かれた議員団総会で統合進歩党の新たな院内代表に選出された。しかし、7月26日に行われた議員団総会で不正選挙の当事者である李石基・金在妍両議員に対する除名が否決された責任を取って、辞任を表明した。

### 統合進歩党を離党、進歩正義党→正義党の代表に
議員除名が否決された結果、進歩党内では党内対立が激化し、党刷新を求めるグループは進歩党を離党して新たな進歩政党を作ることを決定した。沈相奵も魯会燦など同僚議員2名と共に9月13日に進歩党離党を宣言した。10月14日、進歩党脱党派によって結成が進められている進歩正義党（以下、正義党）の候補として、12月に予定されている第18代大統領選挙への出馬を宣言。党員による賛否投票の結果、九割近い賛成票を得て21日の創党大会で正義党の大統領候補に選出された。しかし、大統領選挙候補者登録最終日の11月26日、朴槿恵の当選を阻止するため、立候補辞退と文在寅民主統合党候補支持を表明した。2013年6月13日、前月5月に正義党からの離党を表明したカン・ドンウォン前院内代表の後任として院内代表となった。
2015年7月18日に行われた正義党の党代表選挙に立候補、魯会燦元議員を抑えて新代表に選出された。
2016年4月の第20代総選挙では選挙区が改編され、京畿道高陽市甲選挙区（徳陽区の一部と一山東区の一部）から立候補、野党統一で立候補した前回とは違い野党候補が乱立したにもかかわらず、セヌリ党候補を10%以上の大差で引き離して当選。慶尚南道昌原市城山区選挙区で当選した魯会燦とともに韓国の左派政党では初となる3選の国会議員となった。

### 2017年大統領選挙
2017年1月19日、当初は12月に予定されていた第19代大統領選挙への出馬を表明。その後、正義党の大統領候補を選出するための予備選挙に立候補、2月16日に発表された選挙の結果、八割以上の得票を得て相手候補を大差で下し、党の大統領候補に選出された。
5人の大統領候補の中では最も左派的な政策を掲げ、「民主化以降の大統領のうち、民主政府（金大中、盧武鉉政権）も、南北関係や民主主義の面では進展をもたらしたが、経済では常に既得権側に立った」「財閥経済体制を終わらせる。財閥3世への経営世襲を無くし、不寛容の原則で政経癒着を根絶する。大企業に対し社会的責任を強く問う」と論じた。また候補の中でただ一人THAAD（高高度ミサイル防衛システム）に明確に反対し、「THAADで北の核を防ぐことはできない」と主張した。それについて他の候補から正義党の安保観の無さを追及されると「われわれは確固とした安保観を持っている。一番危険なのはこれまでの保守勢力が主張してきた安保第一主義だ。これは偽の安保だ。票のために安保を利用するのは最も危険な安保と言いたい」と述べた。ただし、北朝鮮の反人輪的行動についてはまた指摘するなど、思ったより反北的な姿勢も見せている。
本選では全国で2,017,458票・得票率6.17%を獲得し、（狭義の）進歩政党の大統領候補としてこれまで最高だった2002年大統領選の権永吉の957,148票・得票率3.9%を大きく上回った。
2017年6月3日には正義党の次期代表選挙に不出馬の意向を示し、「進歩政治と党に対する無限責任はそのまま持って行く。国会議員であり党員としてみなさんとともに正義党の新たな跳躍に向け最善を尽くしたい」と述べた。

### 2022年大統領選挙
2018年魯会燦議員が死亡した後、政界引退状態である権永吉を除けば正義党で最も有名な政治家になったため、李貞味などと共に党を事実上導いた。しかし彼女が党を率いている路線については様々な意見が出た。特に民主党と協力を重視した魯会燦党代表時代とは異なり、党の読者路線を浮き彫りにして民主党とも距離を置き始めた。一方では労働者以外にも女性、移住民、性少数者など社会的弱者層を代弁する声を鮮明に出し、進歩性を表わす。
第20代大統領選挙に正義党の候補として再度立候補するものの、前回の選挙と異なって、主要候補による事実上の一騎討ちの構図となったことから埋没し、前回の選挙から大幅に投票数を減らした｡そして、沈相奵候補の票が合わせれば、民主党李在明候補が過半数を超えて大統領当選される結果が出たため、当時民主党支持層では非難の声を聞くことになる。

### 2024年総選挙
2024年4月10日に執行された第22代総選挙には同年2月に正義党と緑色党が合同して結成された緑色正義党から出馬したが、同党の候補者は一人も当選することができず、沈も5選はならなかった。翌11日に政界引退を表明。

## 著書
- 「堂々とした美しさ」（レディアン、2008年）

## エピソード
本人は財閥に対して批判的であるが、実兄と従兄はいずれも現代自動車グループの協力会社の会長を務めており、それぞれインドと米国で働きながら現地の在外韓人会の幹部を務めていた。ただし、従兄とは長い間連絡がなかったため、2013年に近況を知った沈はびっくりする反応を見せた。